# シャルレス・トラオレ
もしかして
- シャルル・トラオレ

ではありませんか？